# Synagoge Laudenbach (Karlstadt)

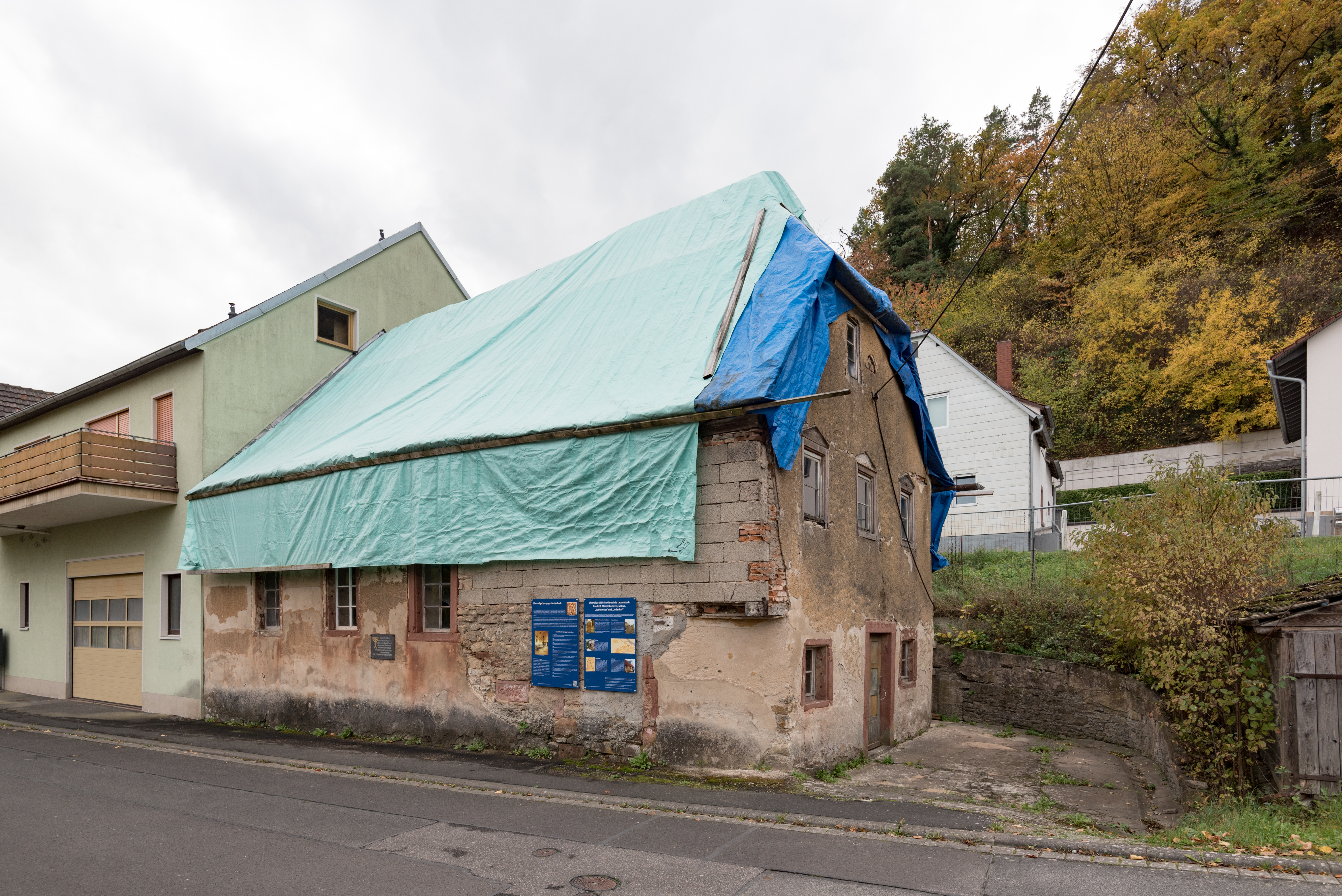
Synagoge in Laudenbach (2018)

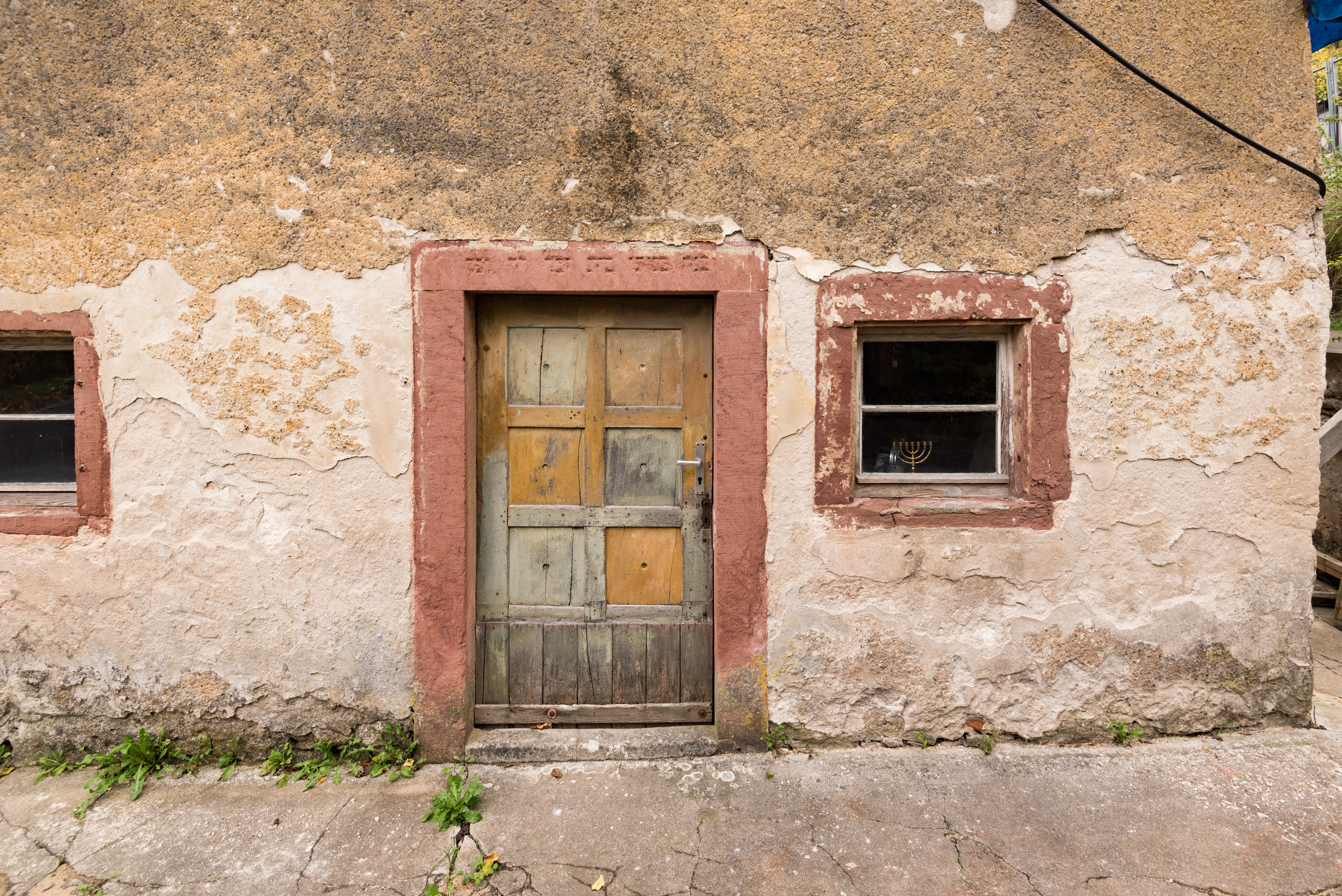
Tür mit hebräischer Inschrift auf dem Sturz

Die Synagoge in Laudenbach, einem Stadtteil von Karlstadt im unterfränkischen Landkreis Main-Spessart in Bayern, wurde 1759/60 errichtet und 1938 verwüstet. Die profanierte Synagoge an der Mühlbacher Straße 6 ist ein geschütztes Baudenkmal.

## Beschreibung
Der eineinhalbgeschossige Halbwalmdachbau mit Tonnenwölbung, verputztem Bruchsteinmauerwerk mit Sandsteinrahmungen hat teilweise verputztes Fachwerk mit hölzernen Fensterrahmungen. Der Chuppa-Stein, die Sandsteintürrahmung mit hebräischer Inschrift sowie Spuren der Mesusa sind erhalten.

## Zeit des Nationalsozialismus
Beim Novemberpogrom wurde am 10. November 1938 die Synagoge durch SA-Männer unter der Beteiligung von Bürgern aufgebrochen und die Inneneinrichtung vollständig zerstört. Der Thoraschrein und das hölzerne Inventar wurden herausgebrochen und vor der Synagoge verbrannt. Das Gebäude wurde nicht in Brand gesteckt, um die Nachbarhäuser nicht zu gefährden. Danach diente das Gebäude als Lagerraum.

## Nach 1945
Im Jahr 1949 wurde das Synagogengebäude an einen neuen Besitzer verkauft, der an der Stelle des früheren Thoraschreins einen Mauerdurchbruch für eine Einfahrt schuf und einen Betonboden zum Niveauausgleich einzog. Die ehemalige Synagoge wurde 64 Jahre lang als landwirtschaftlicher Lagerraum genutzt.
Im Jahr 2015 kaufte die Stadt Karlstadt das Gebäude. Bei der Bauuntersuchung wurde eine Geniza im Traufbereich entdeckt. Reste der ursprünglichen Wandbemalung im Inneren wurden freigelegt. Die komplette Renovierung des Gebäudes wird in den nächsten Jahren erfolgen und danach soll die ehemalige Synagoge als Haus der Kultur genutzt werden.